# Saunaraniya
Saunaraniya – gaun wikas samiti w środkowej części Nepalu  w strefie Narajani w dystrykcie Rautahat. Według nepalskiego spisu powszechnego z 2001 roku liczył on 764 gospodarstw domowych i 4735 mieszkańców (2240 kobiet i 2495 mężczyzn).